# El Guamo (kommun)
El Guamo är en kommun i Colombia.   Den ligger i departementet Bolívar, i den norra delen av landet, 600 km norr om huvudstaden Bogotá. Antalet invånare är 7 826. Arean är 390 kvadratkilometer.
Terrängen i El Guamo är platt åt nordost, men åt sydväst är den kuperad.